# 牧村ひな
牧村 ひな（まきむら ひな、1995年8月1日 - ）は、日本のAV女優。ティーパワーズ所属。

## 略歴・人物
京都府出身。2015年に「南菜々（みなみ なな）」の芸名でデビューしたロリ系AV女優。所属事務所はNAX。
同年9月に「牧村ひな」へ改名。ティーパワーズに所属事務所を移籍。

## 出演作品

### 「南菜々」名義

#### アダルトDVD
2015年
- 新・素人娘、お貸しします。 VOL.32（3月20日、プレステージ）
- 自宅撮りデビューIN大阪 AV DEBUT 南菜々 透きとおる白い肌と美しいプロポーション 天真爛漫な18歳（3月27日、FIRST STAR）
- マジックミラー号「早漏に悩む男性の暴発改善のお手伝いしてくれませんか?」 街中で声をかけた心優しい看護学生・保母さんが敏感チ○ポを励まし互いに何度も気持ちよくなる連続射精SEX!!（4月9日、SODクリエイト）※「カナコ」名義　他出演:ナオコ、マナ、サキ
- 働くオンナ猟り vol.19 就活中の女子大生たちをとことんハメ廻す!! 新宿就活学生編（4月10日、プレステージ）共演:木下寧々、松浦ゆきな　他出演:小谷みく、向井こころ
- 本気(マジ)口説き 看護学生・女子大生編 ナンパ?連れ込み?SEX盗撮?無断で投稿（4月10日、MAGIC）※「なな」名義　他出演:ありな
- 女子校生飼い馴らし伝説 僕の中出されオナドール（4月19日、キチックス）
- 街でナンパした清楚系女子大生にメガチ●ポを見せてみたらうっとりハニカミ赤面顔 人生初の生ハメからのドックンドックン大量メガ中出しスペシャル（4月25日、ナンパJAPAN）他出演:川村まや、陽木かれん、雨乃しずく
- 「やばい!妹に中出し!?」 性の知識が希薄な妹は僕の事を男として見ていないのか、家の中ではいつも無防備な姿でウロウロ…。今まで気にした事もなかった僕だったがいつの間にか成熟した身体になった妹をまじまじと見て興奮してしまい… 2（5月2日、DOC）他出演:橋本あんな、幸坂エミ
- 合コンお持ち帰りSEX ガチ素人スペシャル 2（5月8日、S級素人）他出演:なごみ、紗藤まゆ、広瀬りほ
- 2015年度 新卒1年目SOD女子社員お披露目!! ユーザー様おもてなし研修混浴温泉バスツアー（5月9日、SODクリエイト）※「西川菜穂」名義　共演:高槻真里菜、大江春香、三沢優子、尾田紗里奈、香坂美恵、小森怜香、川口美菜、若林遥
- 一般人カップル×彼女のテクニック大公開! 手を使わずにクチだけで彼氏をイカセたら100万円!! イカセられなかったら彼氏の目の前で見知らぬ男に即ズボ!（5月9日、SODクリエイト）※「みさと」名義　他出演:ゆみ、けいこ、なみ
- ウブちらGET 街角素人っ娘にパンチラ見せてとリアル軟派! 14（5月10日、ホットエンターテイメント）他出演:さとう愛理、酒井あさひ、雪本香奈 ほか
- J●はじめての電マ（5月13日、DOC）※「れい」名義　他出演:あい、ななせ、みらい、あん、あい、かな、あずさ、かおり
- 解禁♥ 初パイパン旅行（5月22日、FIRST STAR）
- 都内某所に現代風のヤレるノーパン喫茶があるとの情報が!!このご時世にそんな店が存在するのか徹底調査!!（5月22日、SCOOP）共演:橋本あんな、二宮ナナ、加藤あやの、早瀬ありす、篠宮遥美、若菜みなみ
- 関西イチ可愛いパイパンJK（6月1日、ロリ専科）
- 素人娘のオシッコ飲んじゃいました!（6月5日、虎堂）他出演:宮下華奈 ほか
- 合宿中は連続セックスで全部員を励ます、3名の献身的な女子マネージャー（6月6日、SODクリエイト）共演:鶴田かな、浅倉愛
- 図書館で声も出せず糸引くほど愛液が溢れ出す敏感娘 15（6月6日、ナチュラルハイ）他出演:星空もあ、なつめ愛莉、岡本奈々、白石悠
- 親戚のお姉さんにいつまでたっても子供扱いされて、一緒にお風呂に入ろと誘われて服をヌギヌギされたらチ○ポビンビンになっちゃいます。（6月6日、SWITCH）他出演:白咲碧、川越ゆい ほか
- 妊娠してもいいから中に出して（6月18日、グローリークエスト）
- オマエのコスプレは俺のハートを狙い撃ち（6月26日、FIRST STAR）
- 僕の病室が女子校生の溜まり場になった! 隣のベッドに入院している美少女のお見舞いにやってくるJK達。「入浴できない包茎チ●ポなのに…」「カーテン一枚隔てて友達がいるのに…」まさかのH展開の連続！さらには入院中の美少女自身ともヤレた!（6月26日、SCOOP）共演:辻井ゆう、白咲碧、阿部乃みく、小西まりえ
- 白いふわロリ美少女、禁断の(危険日直撃)酒漬け生中出し!（7月1日、ジェントルマン）
- 僕の部屋は同級生のイケメンくんのラブホ代わり! イケメンが僕の部屋に遊びに来る! しかもヤリマン女子校生と!しかも僕の横でSEX!でもすぐ終わってしまい満足できない女子が僕に2度目を求めてきた… オコボレで僕もヤリチンです!（7月7日、お夜食カンパニー）他出演:荒木まい、夏海いく、杏咲望 ほか
- クラスで一番モテる女子が僕の家にまさかのお泊り!?部屋に入ってから警戒心がないのか、パンツ丸出しでスキを見せまくる彼女に勃起確定!!（7月10日、SCOOP）他出演:橋本あんな、渋谷美希、島崎りこ、早川瑞希
- 性犯罪相談所痴漢 セクハラ、痴漢、変質者など性犯罪被害の相談にやってきたウブな女子校生やOLの証言をもとに被害内容を一つ一つ確認させて欲しいと騙し被害者女性を犯しまくる!（7月9日、アパッチ）他出演:夏海いく、杏咲望 ほか
- 本物孕ませ専門 無垢美少女回春エステ 親には絶対言えない女子校生の裏バイト（7月10日、DIY）共演:阿部乃みく、白咲碧
- 日焼あと 南の島ジャーニー 常夏パコパコ旅行（7月19日、キチックス）
- 働くお姉さん達にセンズリ見てもらいました!（7月24日、S級素人）他出演:浜崎真緒、大森玲菜、仲村茉莉恵、大場ゆい、里咲しおり、山本美和子、白咲碧 ほか
- 最初で最後… 初めてのぶっかけごっくん輪姦 ごっくん 35発（7月24日、FIRST STAR）
- 種付けプレスで即堕ち肉便器（7月25日、本中）
- 「本当に2，000円でヤラしてくれるの?」 毎日SEXの事ばかり考えてる女子校生と風俗マニアで仕事中も濡れまくるOL。 男女の性欲が逆転!!（8月1日、MOODYZ）他出演:陽木かれん、若月まりあ、若菜かなえ、川原里奈
- 個人撮影 近所の女の子にいたずら 1（8月1日、ロリ専科）他出演:白咲碧
- 女子校生に癒されたい! オマ●コぴちゃぴちゃ指入れ自画撮りオナニー vol.01（8月1日、ロリオナ）他出演:白咲碧、川村まや、鈴原エミリ、宮沢まき、中村奈菜、浅倉愛、七瀬ひとみ
- 大好きだった高校時代の制服着て、大好きな大阪の実家で、大大大好きなエッチの撮影してみたいっ!（8月1日、hanz）
- 「わたしは一生おじさんに飼われることを誓います…」（8月14日、V&R PRODUCE）
- 夏祭りで出逢った浴衣のムッチャ可愛い女のコ ナンパでGET!（8月19日、キチックス）※「なな」名義
- 俺のダッチワイフとプライベート 中出し調教露出羞恥旅行に行ってキター（8月26日、FIRST STAR）
- ド田舎の海辺で無垢な女の子に悪戯してそのまま近くの海辺で乱交しちゃいました。 2（9月1日、キチックス）※AV OPEN 2015 エントリー作品　共演:高橋みく、逢沢るる、松浦ゆきな、陽木かれん
- 撮影現場のカメラの前でおしっこをするAV女優（9月3日、グローリークエスト）他出演:折原ほのか、穂高ゆうき、宮地さくら、上原花恋、葉山美空、司ミコト、初美沙希、西川りおん、木下寧々、立花まおみ、鈴原エミリ、佐野玲華、西条沙羅、愛原さえ、小川奈緒、事原みゆ、内村りな、小口田桂子、谷原希美、保坂えり、香山美桜、宮部涼花、白井まい、 碧しの、安野由美、千乃あずみ、羽月希
- 仕事熱心と社内で評判のSOD女子社員6名を選抜! マジックミラー号 一般男性逆ナンパ研修 普段は真面目で仕事一辺倒な彼女達がオチンチンを目の前に興味津々! デカちん・早漏チ○ポ・連射チ○ポ まとめて20発発射させて研修終了!（9月24日、SODクリエイト）※「西川菜穂」名義　他出演:稲木玲奈、観月智美、関美鶴、片桐栞、井川真菜
- THE強姦島 第2章 全裸日焼けパイパン少女・廃墟放牧サバイバルレイプ（10月19日、キチックス）共演:陽木かれん、松浦ゆきな、逢沢るる、高橋みく
- from FIRST STAR 南奈々 ALL the BEST 8時間（11月27日、FIRST STAR）※総集編

#### イメージDVD
- Sexy Idol Imagination（2015年6月27日、オルスタックソフト販売）

### 「牧村ひな」名義

#### アダルトDVD
2015年
- 19才にしてこのクビレ! 純白美肌に超広域剛毛は時折に関西弁（9月10日、ZeTToN）
- JKガン見淫語手コキ（9月18日、SEX Agent）他出演:なごみ、絢森いちか、若菜かなえ、夕城芹、陽木かれん、鳴月らん、翼みさき
- 同じマンションに住む小さい女の子に媚薬を塗り込んだチ○ポで即イラマ。結果、ねば〜っと糸引くえずき汁まみれのイキ顔で淫乱化。 5 全員中出しSP（10月8日、ナチュラルハイ）他出演:佳苗るか、鶴田かな、白咲碧
- 浮気妻制裁レイプ! 行動がアヤシイ妻を興信所を使って調査 強姦好きの皆さんを集めて浮気現場に乗り込んで復讐レイプ!（10月8日、サディスティックヴィレッジ）他出演:七瀬ひとみ、松本メイ、白咲碧
- 新・ヒロイン危機一髪 星撃戦隊チャージV 〜チャージホワイト VS 1億3千万人〜（10月9日、ZENピクチャーズ）
- 絶対に咥えてはいけない舌技フェラ（10月16日、SEX Agent）他出演:波多野結衣、香山美桜、夏希みなみ、白石悠、朝比奈麻里、若菜かなえ、河西希
- 一般男女モニタリングAV 温泉旅館で見つけた大学生限定 素人女子大生が男友達と人生初の生挿入で1発10万円の連続射精セックスに挑戦! 30cm横には何も知らずに川の字で寝ている彼氏! 声を出せない状況に興奮する2人の寝取られ生中出しは1発だけじゃ終わらない!! 4組合計12発 in箱根温泉（10月22日、ディープス）他出演:高山えみり、星野ひびき ほか
- 自宅侵入レイプ! 昼職で出会った“働く女子”の会社住所を名刺で調べて帰宅時にストーキング 自宅でくつろいでいるところに侵犯して問答無用レイプ!（10月22日、サディスティックヴィレッジ）他出演:七瀬ひとみ、園原真央、松本メイ
- 親に内緒で僕は妹とめちゃくちゃSEXした。（10月23日、宇宙企画）
- 妄想アイテム究極進化シリーズ　羞恥悪戯! 着せ替えあやつり人形 〜女のカラダを自由に操れる着せ替えフィギュアでハレンチ強制コントロール〜（11月12日、ROCKET）共演:なごみ、玉城マイ
- ヒロインショート4エピソード セーラーアルテミス 拷問編/宇宙捜査官スピルダー ドミネーション編/ミス・マーキュリー 洗脳編/セクシー仮面 凌辱編（11月13日、GIGA）他出演:金井みお
- 不倫妻たちの野外露出 雨の日の女たち（11月19日、バーミュダ）共演:宮野ゆかな、広瀬奈々美
- JKガン見淫語手コキ（11月20日、OFFICE K'S）他出演:愛須心亜、有本紗世、森はるら、浜崎真緒
- 再婚相手の連れ子は美人女子校生姉妹!!初めて皆で川の字で寝る事に…。明け方、年頃で可愛い妹のパジャマがはだけ、発育途中の身体を見て欲情してしまった僕は彼女を…!!ふと横を見ると、妹と僕がSEXしているのを気づいた姉が、興奮し身体をくねらせていたので… 4（12月1日、DOC）共演:井原希　他出演:広瀬うみ、大野美鈴

#### イメージDVD
- 十代の裸体（2015年10月28日、INTEC Inc）